# ニネチェル
ニネチェル（NynetjerまたはNinetjer）は、エジプト第2王朝の3代目のファラオである。名前は、「神の様な（Godlike）」を意味する。ニネチェルの名は、パレルモ石に記載があり、またサッカラにある墓と見られる遺跡で見つかった泥製の印により知られている。彼の治世を示す遺物はたくさんあり、長く繁栄していたと考えられる。
パレルモ石を分析した Toby Wilkinson により、ニネチェルの治世は47年程も続いたことが分かった。